# Judaizm konserwatywny
Judaizm konserwatywny – nurt judaizmu utworzony w 1845 roku przez rabina reformowanego Zachariasa Frankela.
Będąc ruchem pośrednim między judaizmem ortodoksyjnym i reformowanym, opowiada się za utrzymaniem języka hebrajskiego w liturgii, zachowaniem szabatu i przepisów koszerności. Kieruje się prawem żydowskim Halacha i ma otwarte i pluralistyczne podejście do współczesnej nauki, życia żydowskiego, ideałów demokratycznych. Rytuałów konwersji dokonywanych przez rabinów konserwatywnych nie uznają rabini ortodoksyjni (choć uznają je reformowani), tak samo jak w chrześcijaństwie przejście z ewangelicyzmu na katolicyzm, czy na prawosławie lub odwrotnie wymaga konwersji.
W Stanach Zjednoczonych należąca do nurtu konserwatywnego Zjednoczona Synagoga Ameryki jest najliczniejsza pod względem liczby synagog. Na 5,6 mln Żydów amerykańskich 962 000 tys. należy do judaizmu konserwatywnego, dalsze 1,5–2 mln do judaizmu reformowanego, 0,6 mln do judaizmu ortodoksyjnego, a 65 tys. do judaizmu rekonstrukcjonistycznego. Poza USA i Wielką Brytanią nurt ten jest nieliczny.
Historia polskiego judaizmu konserwatywnego jest krótka: od 1999 do 2004 roku we Wrocławiu i od 2018 roku w Warszawie, wtedy to synagoga Beit Centrum Ki Tov będąca częścią federacji postępowych gmin żydowskich Beit Polska odłączyła się od związku. Zmieniła również nazwę na Masorti Centrum Ki Tov. W Polsce trwają prace nad utworzeniem w ramach judaizmu konserwatywnego wspólnot w kilku centrach religijnych.
W wielu krajach judaizm konserwatywny ma bliższe kontakty religijne z denominacją reformowaną niż z ortodoksyjną.
Konwersja na judaizm konserwatywny wymaga zawsze obrzezania, zanurzenia w mykwie i egzaminu przed bejt dinem.